# Latrofilinski receptor
Latrofilinski receptori su grupa blisko srodnih G protein spregnutih receptora iz klase B, sekretinske familije. Ti receptori su originalno bili identifikovani na osnovu njihove sposobnosti da vežu alfa-latrotoksin.

## Ljudski proteini koji sadrže ovaj domen
- LPHN1
- LPHN2
- LPHN3

| Latrofilin 1   | Latrofilin 1          |
| Identifikatori | Identifikatori        |
| -------------- | --------------------- |
| Simbol         | LPHN1                 |
| Alt. simboli   | KIAA0821, CIRL1, LEC2 |
| Entrez         | 22859                 |
| HUGO           | 20973                 |
| RefSeq         | NM_014921             |
| UniProt        | O94910                |
| Ostali podaci  |                       |
| Lokus          | Hromozom 19 p13.2     |

| Latrofilin 2   | Latrofilin 2          |
| Identifikatori | Identifikatori        |
| -------------- | --------------------- |
| Simbol         | LPHN2                 |
| Alt. simboli   | LPHH1, KIAA0786, LEC1 |
| Entrez         | 23266                 |
| HUGO           | 18582                 |
| OMIM           | 607018                |
| RefSeq         | NM_012302             |
| UniProt        | O95490                |
| Ostali podaci  |                       |
| Lokus          | Hromozom 1 p31.1      |

| Latrofilin 3   | Latrofilin 3     |
| Identifikatori | Identifikatori   |
| -------------- | ---------------- |
| Simbol         | LPHN3            |
| Alt. simboli   | KIAA0768, LEC3   |
| Entrez         | 23284            |
| HUGO           | 20974            |
| RefSeq         | NM_015236        |
| UniProt        | Q9HAR2           |
| Ostali podaci  |                  |
| Lokus          | Hromozom 4 q13.1 |